# Psaenythia hubrichi
Psaenythia hubrichi är en biart som beskrevs av Holmberg 1921. Psaenythia hubrichi ingår i släktet Psaenythia och familjen grävbin. Inga underarter finns listade i Catalogue of Life.